# Hockey sobre hierba en los Juegos Olímpicos de Tokio 2020
El hockey sobre hierba o césped en los Juegos Olímpicos de Tokio 2020 se realizó en el Estadio de Hockey de Oi de Tokio del 24 de julio al 6 de agosto de 2021.
Fueron disputados en este deporte dos torneos diferentes, el masculino y el femenino.

## Clasificación

### Torneo masculino
| Competición                       | Fecha                                  | Sede                      | Plazas | Equipos clasificados                                                |
| --------------------------------- | -------------------------------------- | ------------------------- | ------ | ------------------------------------------------------------------- |
| País anfitrión                    | –                                      | –                         | 1      | Japón                                                               |
| Juegos Asiáticos                  | 19 de agosto – 1 de septiembre de 2018 | Yakarta ( Indonesia)      | 1      | Japón                                                               |
| Juegos Panamericanos              | 30 de julio – 10 de agosto de 2019     | Lima · ( Perú)            | 1      | Argentina                                                           |
| Torneo de clasificación de África | 12 – 18 de agosto de 2019              | Stellenbosch ( Sudáfrica) | 1      | Sudáfrica                                                           |
| Campeonato Europeo                | 16 – 24 de agosto de 2019              | Amberes · ( Bélgica)      | 1      | Bélgica                                                             |
| Copa de Oceanía de 2019           | 5 – 8 de septiembre de 2019            | Rockhampton ( Australia)  | 1      | Australia                                                           |
| Eliminatorias de clasificación    | 25 de octubre – 3 de noviembre de 2019 | Diversas sedes            | 7      | Alemania Canadá España India Nueva Zelanda Países Bajos Reino Unido |
| TOTAL                             |                                        |                           | 12     | 12                                                                  |

1. ↑  Al estar el ganador ya clasificado por ser el anfitrión, la plaza quedó vacante y se amplió en uno las plazas de las eliminatorias de clasificación.
2. ↑  Las 14 selecciones clasificadas disputan los siguientes partidos de ida y vuelta: España - Francia, Países Bajos - Pakistán, Canadá - Irlanda, India - Rusia, Nueva Zelanda - Corea del Sur, Alemania - Austria, Reino Unido - Malasia.[3]

### Torneo femenino
| Competición                       | Fecha                                  | Sede                      | Plazas | Equipos clasificados                                      |
| --------------------------------- | -------------------------------------- | ------------------------- | ------ | --------------------------------------------------------- |
| País anfitrión                    | –                                      | –                         | 1      | Japón                                                     |
| Juegos Asiáticos                  | 19 – 30 de agosto de 2018              | Yakarta ( Indonesia)      | 1      | Japón                                                     |
| Juegos Panamericanos              | 29 de julio – 9 de agosto de 2019      | Lima · ( Perú)            | 1      | Argentina                                                 |
| Torneo de clasificación de África | 12 – 18 de agosto de 2019              | Stellenbosch ( Sudáfrica) | 1      | Sudáfrica                                                 |
| Campeonato Europeo                | 17 – 25 de agosto de 2019              | Amberes · ( Bélgica)      | 1      | Países Bajos                                              |
| Copa de Oceanía de 2019           | 5 – 8 de septiembre de 2019            | Rockhampton ( Australia)  | 1      | Nueva Zelanda                                             |
| Eliminatorias de clasificación    | 25 de octubre – 3 de noviembre de 2019 | Diversas sedes            | 7      | Alemania Australia China España India Irlanda Reino Unido |
| TOTAL                             |                                        |                           | 12     | 12                                                        |

1. ↑  Al estar el ganador ya clasificado por ser el anfitrión, la plaza quedó vacante y se amplió en uno las plazas de las eliminatorias de clasificación.
2. ↑  Las 14 selecciones clasificadas disputan los siguientes partidos de ida y vuelta: Australia - Rusia, China - Bélgica, España - Corea del Sur, India - Estados Unidos, Alemania - Italia, Reino Unido - Chile, Irlanda - Canadá.[3]

## Medallistas
| Evento                  | Oro          | Plata     | Bronce      |
| ----------------------- | ------------ | --------- | ----------- |
| Masculino (5 de agosto) | Bélgica      | Australia | India       |
| Femenino (6 de agosto)  | Países Bajos | Argentina | Reino Unido |

## Medallero
| Núm. | País         | Oro | Plata | Bronce | Total |
| ---- | ------------ | --- | ----- | ------ | ----- |
| 1    | Bélgica      | 1   | 0     | 0      | 1     |
| 1    | Países Bajos | 1   | 0     | 0      | 1     |
| 3    | Argentina    | 0   | 1     | 0      | 1     |
| 3    | Australia    | 0   | 1     | 0      | 1     |
| 5    | India        | 0   | 0     | 1      | 1     |
| 5    | Reino Unido  | 0   | 0     | 1      | 1     |
|      | TOTAL        | 2   | 2     | 2      | 6     |